# Pałac Kotulińskich
Pałac Kotulińskich – pałac znajdujący się w Czechowicach-Dziedzicach przy ulicy Zamkowej.

## Historia
Czechowice zostały nabyte przez Fryderyka Aleksandra barona Kotulińskiego z Kotulina w 1675 roku. Jego syn i następca Franciszek Karol Kotuliński został nadkanclerzem Dolnego i Górnego Śląska, starostą Księstwa Głogowskiego i ok. 1730 roku postanowił wybudować rezydencję na miarę tego stanowiska. W 1765 roku nowym właścicielem Czechowic i pałacu został hrabia Andrzej Renard, który zakupił go za 62 tysiące guldenów reńskich. Rodzina Renardów była jej właścicielem do 1856 roku, a do tego czasu upiększyła pałac, założyła ogród kwiatowy i sad owocowy, wzniesiono domek ogrodnika. W trójkątnym tympanonie zwieńczającym ryzalit zawieszono herb Renardów podtrzymywany przez dwa lwy. Przez następne lata właścicielami pałacu wraz z dobrami  czechowickimi byli: baron Bernhard Heldreich, Joseph Heiser (przekazał pałac w posagu córce Paulinie - przyszłej żonie barona Edwarda Raabena) i Ödenburger Allgemeine Bank z Sopronu na Węgrzech. Ostatnimi prywatnymi właścicielami została rodzina Zipserów, fabrykantów z pobliskiego Bielska. Na początku XX wieku w tyle pałacu dobudowano w parterze trójboczną oszkloną werandę, mieszczącą ogród zimowy. W 1945 roku pałac został upaństwowiony i powstała w nim szkoła rolnicza. Pałac został wpisany do rejestru zabytków 24 lutego 1960 roku. Na początku lat 90. XX wieku pałac przeszedł na własność miasta Czechowice-Dziedzice i funkcjonował w nim ośrodek doskonalenia zawodowego.
W 2001 roku pałac kupiła firma Pascal Polska z zamiarem utworzenia w nim luksusowego hotelu. Do realizacji jednak nie doszło z powodu kłopotów finansowych firmy. W październiku 2006 roku pałac kupiła firma Polplast, która przystąpiła do ochrony obiektu przed dalszą dewastacją. Rokokowy pałac został gruntownie odrestaurowany, wnętrzom oraz parkowi przywrócono dawną świetność. Obiekt został przekształcony w czterogwiazdkowy hotel. Remont zabytku został dofinansowany przez Wojewódzkiego konserwatora zabytków w Katowicach.
4 września 2017 roku Sąd Rejonowy w Bielsku-Białej ogłosił upadłość firmy Polplast, właściciela Pałacu. Obiekt został wystawiony na sprzedaż. Wobec braku zainteresowania pierwszą aukcją, kiedy to cena wywoławcza Pałacu wyniosła 5,2 mln złotych, w drugiej turze sprzedaży wyłączono z niej zabytkowe wyposażenie obiektu. W ten sposób Pałac Kotulińskich nabył prywatny przedsiębiorca.

## Galeria

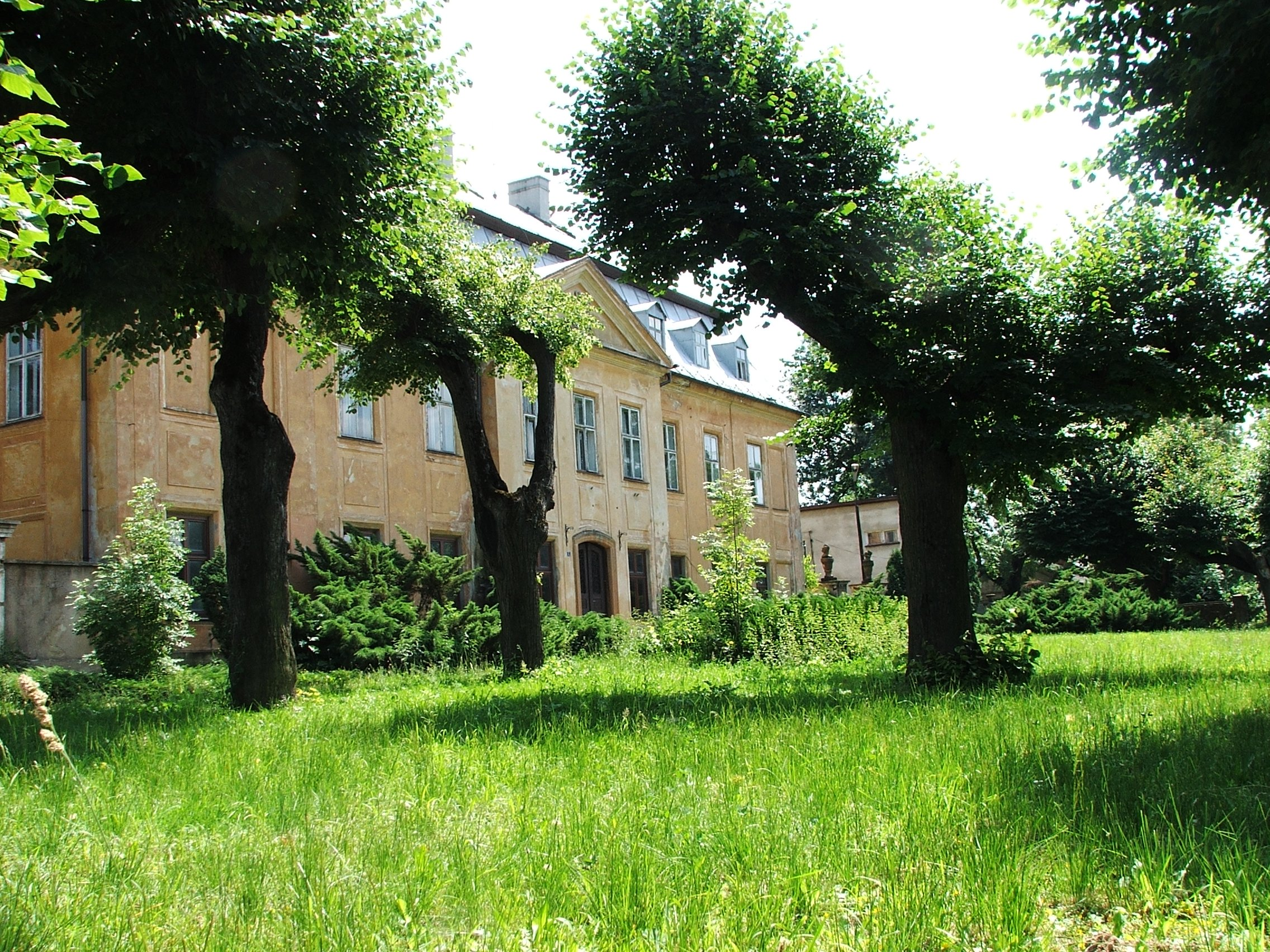
Pałac przed remontem
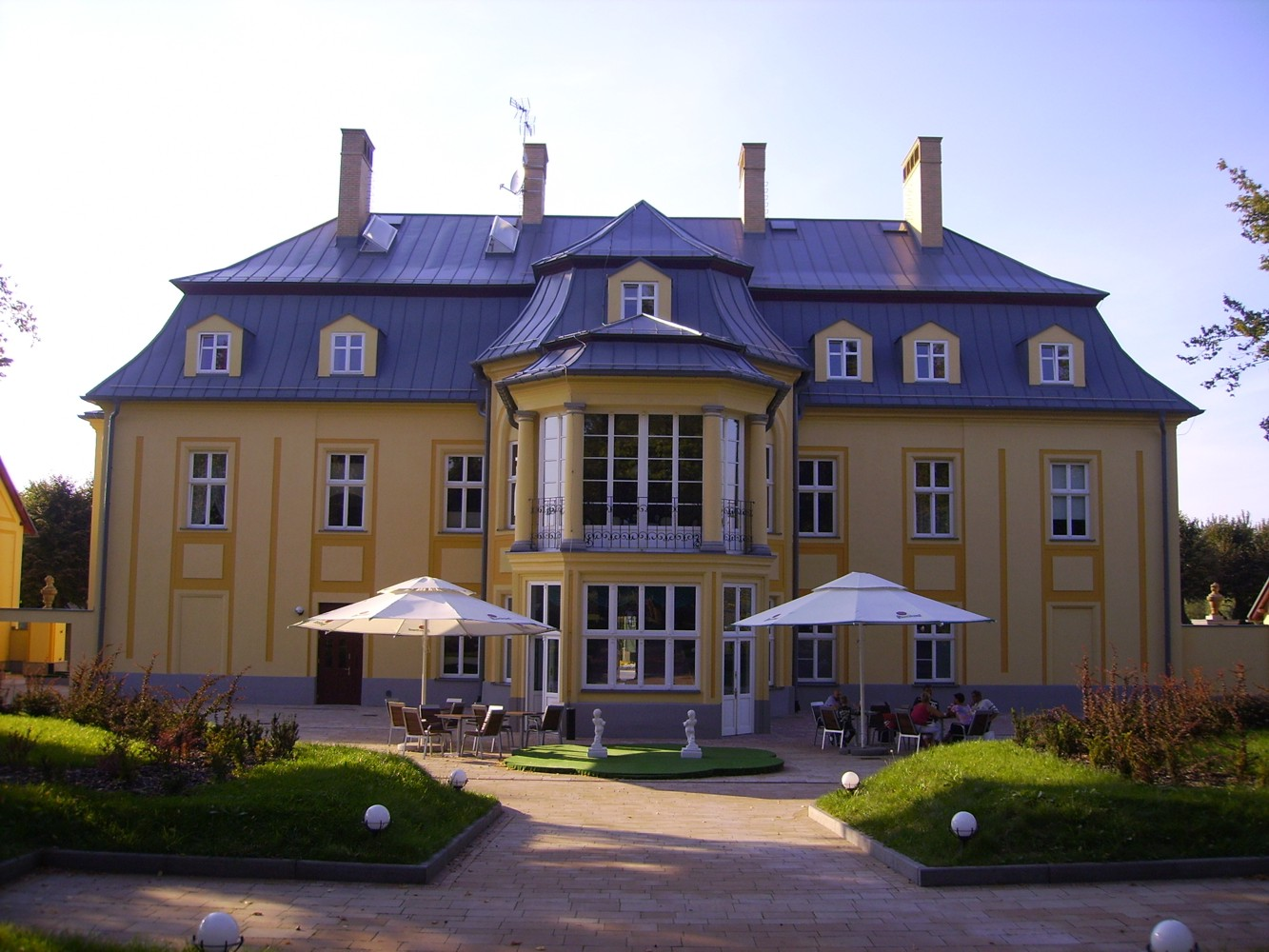
Po remoncie
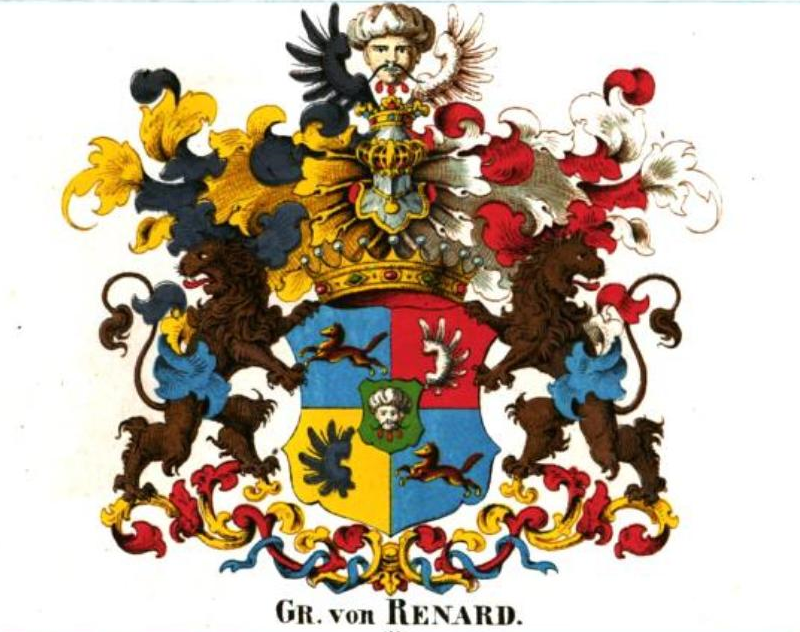
Herb von Renard
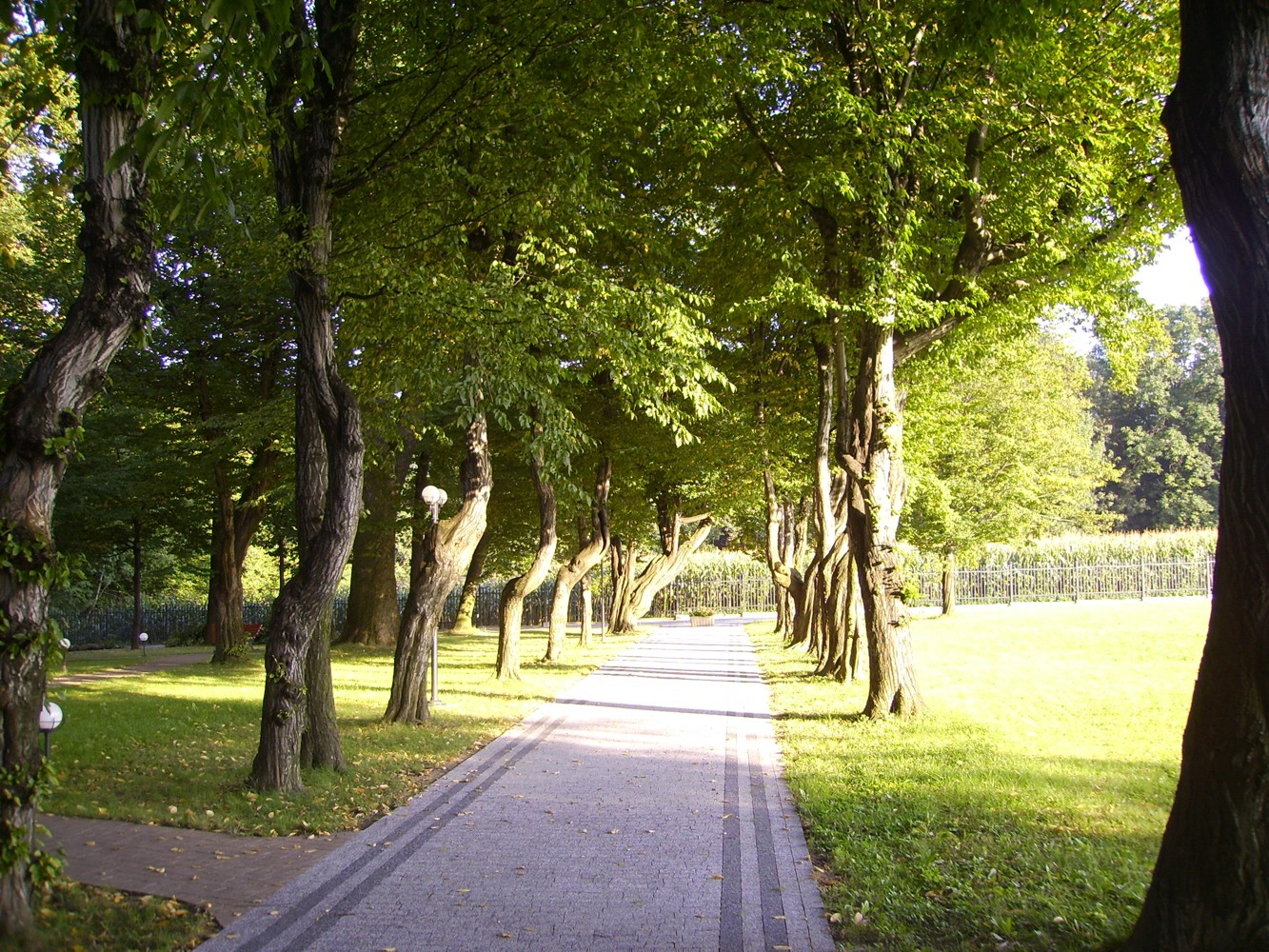
Park